# Comunidad Piedra Labrada
Piedra Labrada es una localidad rural ubicada en el municipio de Chicomuselo en el estado mexicano de Chiapas. Se encuentra a una distancia de 7.1 km de la localidad cabecera del municipio, a una altitud de 633 m s. n. m.

## Población
Cuenta con 1007 habitantes, lo que representa un decrecimiento promedio de -1%% anual en el período 2010-2020 sobre la base de los 1115 habitantes registrados en el censo anterior. Ocupa una superficie de 0.3406 km², lo que determina al año 2020 una densidad de 2956 hab/km².
| Gráfica de evolución demográfica de Piedra Labrada entre 2000 y 2020 |
|                                                                      |
| Fuente: Instituto Nacional de Estadística Geografía e Informática    |